# 塞里希
塞里希是德国莱茵兰-普法尔茨州的一个市镇。总面积17.63平方公里，总人口1573人，其中男性774人，女性799人（2011年12月31日），人口密度89人/平方公里。